# Ford S-MAX
La Ford S-MAX è una monovolume di segmento D prodotta dalla casa automobilistica statunitense Ford da giugno 2006 ad aprile 2023.

## Storia e contesto

### Prima serie (2006-2015)
È una monovolume a sette posti che si colloca tra la Ford C-MAX e la Ford Galaxy di seconda generazione.
È caratterizzata da una linea molto sportiva, soprattutto nel frontale, che appare molto elegante e dinamico.
Il suo apprezzamento da parte della critica è dimostrato dall'aggiudicazione del premio di Auto dell'anno per il 2007.
Il cavallo di battaglia di quest'auto è il suo "FoldFlatSystem": il suo design permette alla seconda e terza fila di sedili di incastrarsi nel pavimento garantendo una maggiore capacità di carico.
La Ford S-Max ottenne 5 stelle e 36 punti ai crash test Euro NCAP effettuati nel 2006. La monovolume possiede l'Intelligent Protection System (IPS) e sistemi di protezione avanzati per il collo, cinture di sicurezza a tre punti, pretensionatori ottimizzati, limitatori di carico, sistemi anti-affondamento, sterzo e pedaliera collassanti, oltre che ABS, EBD e ESP.

#### Restyling 2010

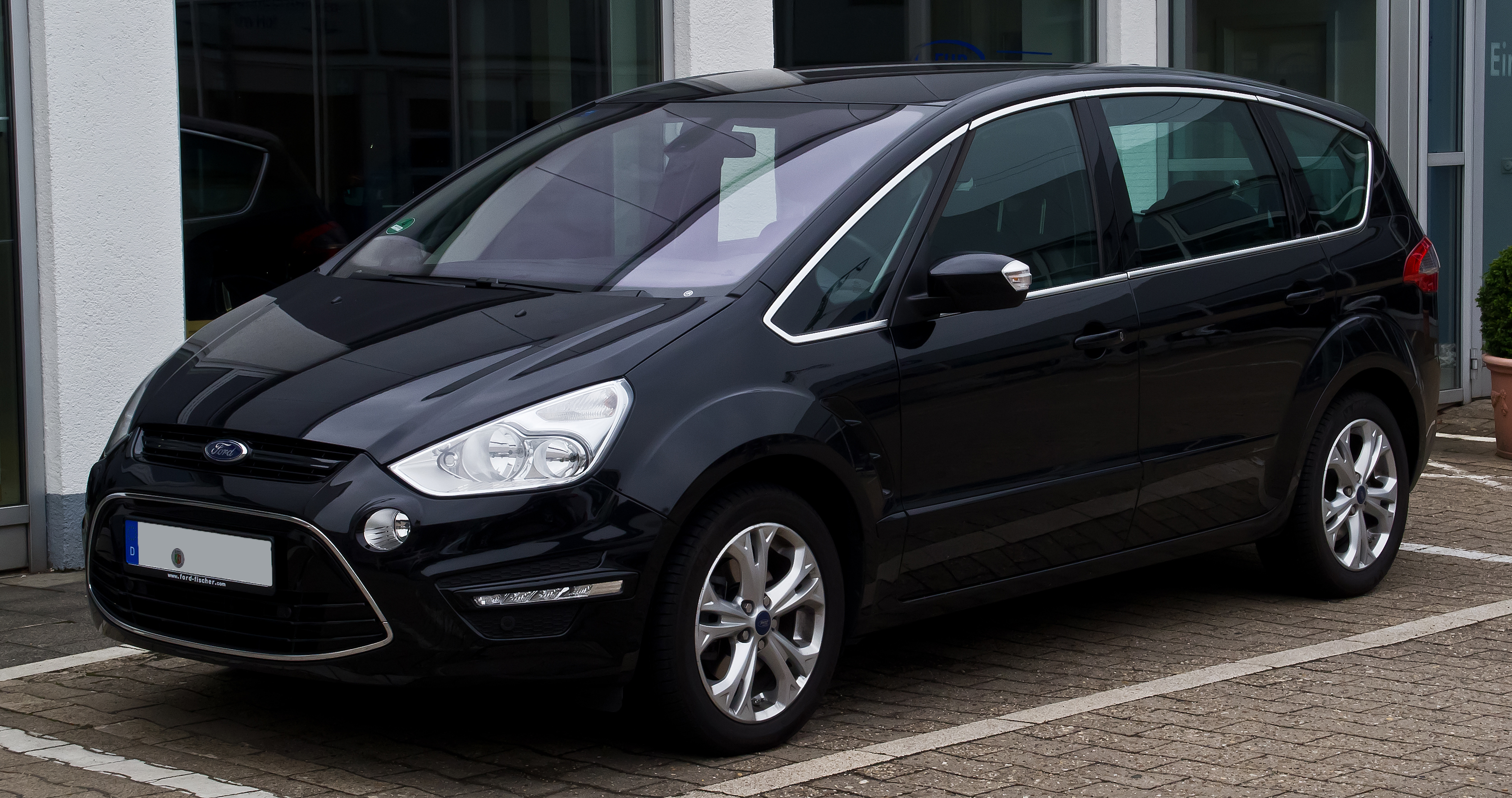
Ford S-Max Restyling 2010

Nel 2010 avviene un pesante restyling esterno, che ricalca il nuovo family feeling del Kinetic Design della Ford. Vengono aggiornati mascherina, paraurti e fanali anteriori e posteriori ridisegnati ora con luci diurne e di stop a LED.
In opzione, ora sono disponibili anche ulteriori sistemi di assistenza alla guida come l'assistenza per il cambio di corsia e una telecamera di retromarcia.
La trasmissione a convertitore di coppia precedente è stata sostituita dal cosiddetto cambio automatico Powershift con tecnologia a doppia frizione. Un'eccezione è il motore diesel con 147 kW, che continuerà ad essere fornito con cambio automatico con convertitore di coppia "Durashift".

#### Motorizzazioni
| Modello                     | Disponibilità       | Motore  | Cilindrata (cm³) | Potenza         | Coppia max. (Nm) | Emissioni CO2 (g/km) | 0–100 km/h (secondi) | Velocità max. (km/h) | Consumo medio (km/l) |
| 1.6 Ecoboost                | dal 2010            | benzina | 1596             | 118 kW (160 CV) | 240              | 159                  | 9"8                  | 204                  | 14,7                 |
| 2.0 Ecoboost 145            | dal debutto al 2012 | benzina | 1999             | 106 kW (145 CV) | 280              | 194                  | 10"9                 | 197                  | 12,3                 |
| 2.0 Ecoboost Powershift 200 | nel 2010            | benzina | 1999             | 147 kW (200 CV) | 300              | 189                  | 8"5                  | 221                  | 12,3                 |
| 2.0 Ecoboost Powershift 203 | dal 2010 al 2013    | benzina | 1999             | 149 kW (203 CV) | 300              | 189                  | 8"5                  | 221                  | 12,3                 |
| 2.0 Ecoboost Powershift 240 | dal 2010 al 2013    | benzina | 1999             | 176 kW (240 CV) | 340              | 179                  | 7"5                  | 246                  | 12,9                 |
| 2.3 Ecoboost                | dal 2007 al 2010    | benzina | 2261             | 118 kW (160 CV) | 320              | 232                  | 11"2                 | 194                  | 10,3                 |
| 2.5 Ecoboost                | dal debutto al 2010 | benzina | 2521             | 162 kW (220 CV) | 320              | 224                  | 7"9                  | 230                  | 10,6                 |
| 1.6 TDCi DPF                | dal debutto         | Diesel  | 1560             | 85 kW (115 CV)  | 270              | 139                  | 13                   | 182                  | 19,2                 |
| 1.8 TDCi DPF                | dal debutto al 2008 | Diesel  | 1753             | 92 kW (125 CV)  | 320              | 164                  | 11"4                 | 190                  | 16,1                 |
| 2.0 TDCi DPF                | dal 2010            | Diesel  | 1997             | 86 kW (116 CV)  | 300              | 152                  | 12"2                 | 182                  | 17,5                 |
| 2.0 TDCi DPF                | dal 2007 al 2008    | Diesel  | 1997             | 96 kW (131 CV)  | 320              | 193                  | 11"9                 | 188                  | 13,6                 |
| 2.0 TDCi DPF                | dal debutto al 2008 | Diesel  | 1997             | 100 kW (136 CV) | 320              | 169                  | 10"2                 | 196                  | 15,6                 |
| 2.0 TDCi DPF                | dal 2008 al 2010    | Diesel  | 1997             | 103 kW (140 CV) | 320              | 169                  | 10"2                 | 196                  | 15,6                 |
| 2.0 TDCi DPF                | dal 2010            | Diesel  | 1997             | 120 kW (163 CV) | 340              | 152                  | 9"5                  | 205                  | 17,5                 |
| 2.2 TDCi DPF                | dal debutto al 2008 | Diesel  | 2179             | 125 kW (170 CV) | 420              | 176                  | 9"4                  | 212                  | 15,1                 |
| 2.2 TDCi DPF                | dal 2008            | Diesel  | 2179             | 128 kW (175 CV) | 450              | 176                  | 9"4                  | 212                  | 15,1                 |
| 2.2 TDCi DPF                | dal 2010            | Diesel  | 2179             | 150 kW (204 CV) | 420              | 189                  | 8"1                  | 230                  | 14,1                 |

### Seconda serie (2015-2023)

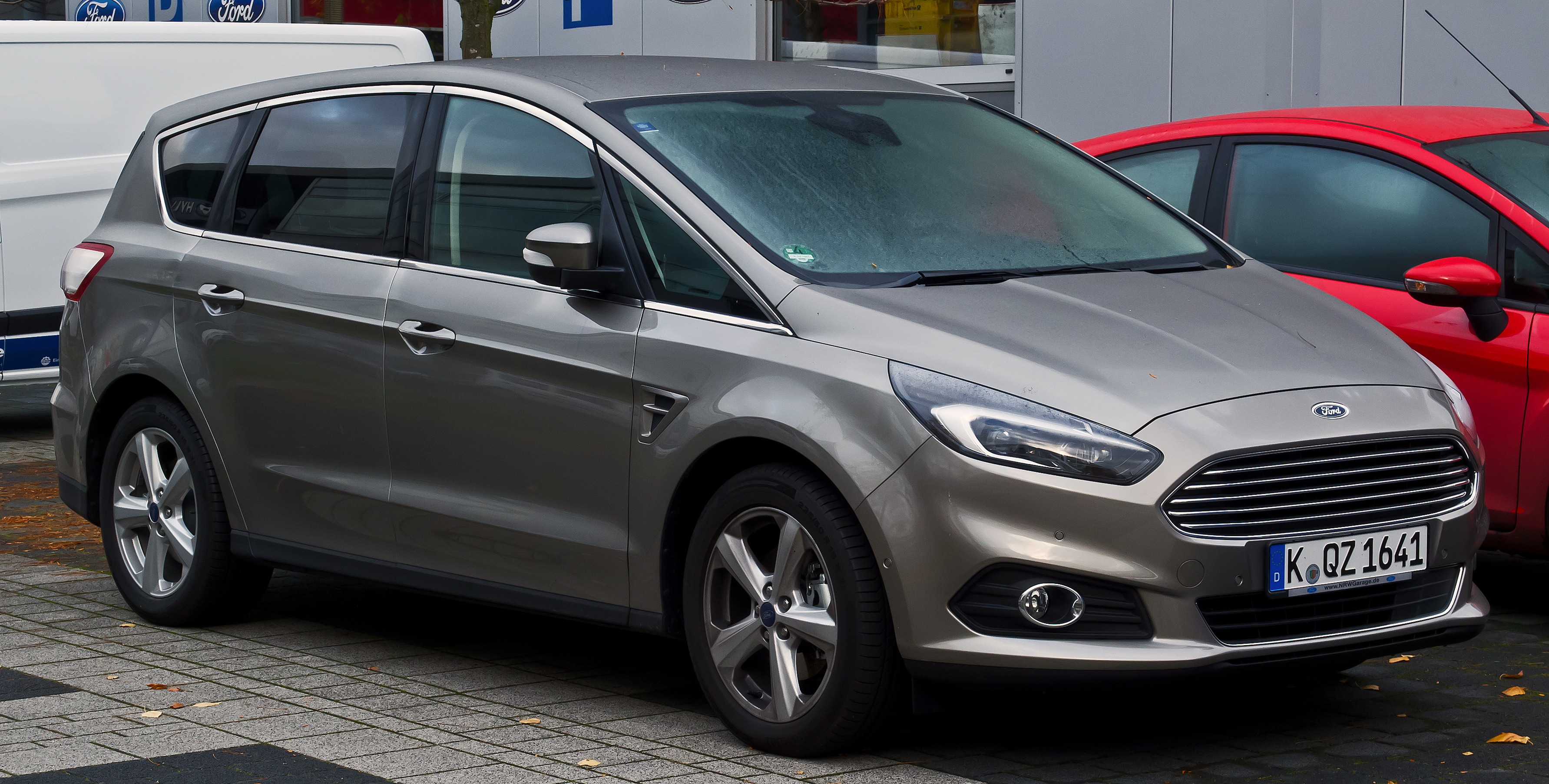
Ford S-Max II serie Titanium del 2015

Al Salone dell'automobile di Ginevra viene presentata nel 2015 la seconda generazione della S-Max realizzata sulla base della Mondeo di cui riprende il frontale e presenta un'estetica rivisitata, ma che mantiene l'impostazione della linea della vecchia generazione. È inoltre disponibile anche una versione a trazione integrale denominata AWD sui motori TDCi 2.0 da 150 CV e 180 CV.

#### Motorizzazioni[3]
| Modello             | Disponibilità | Motore  | Cilindrata (cm³) | Potenza         | Coppia max. (Nm) | Emissioni CO2 (g/km) | 0–100 km/h (secondi) | Velocità max (km/h) | Consumo medio (km/l) |
| 1.5 EcoBoost 160 CV | dal debutto   | benzina | 1498             | 117 kW (159 CV) | 240              | 149                  | 9"9                  | 200                 | 14,9                 |
| 2.0 EcoBoost 240 CV | dal debutto   | benzina | 1999             | 177 kW (241 CV) | 345              | 180                  | 8"4                  | 226                 | 12,1                 |
| 2.0 TDCi 120 CV     | dal debutto   | Diesel  | 1997             | 88 kW (120 CV)  | 310              | 129                  | 13"4                 | 183                 | 18,5                 |
| 2.0 TDCi 150 CV     | dal debutto   | Diesel  | 1997             | 110 kW (150 CV) | 350              | 129                  | 10"8                 | 198                 | 18,5                 |
| 2.0 TDCi 180 CV     | dal debutto   | Diesel  | 1997             | 132 kW (179 CV) | 400              | 129                  | 9"7                  | 211                 | 18,5                 |
| 2.0 TDCi Bi Turbo   | dal debutto   | Diesel  | 1997             | 154 kW (209 CV) | 450              | 144                  | 8"8                  | 218                 | 17,8                 |